# Łazy (powiat bielski)

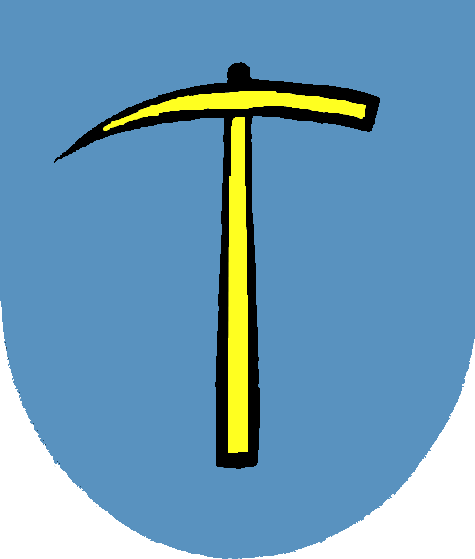
Nieoficjalny herb wsi Łazy

Łazy (cz. Lazy) – wieś w Polsce, położona w województwie śląskim, w powiecie bielskim, w gminie Jasienica, na Śląsku Cieszyńskim. 

Powierzchnia sołectwa wynosi 349,1 ha, a liczba ludności 903, co daje gęstość zaludnienia równą 258,7 os./km².

## Integralne część wsi
| SIMC    | Nazwa       | Rodzaj    |
| ------- | ----------- | --------- |
| 0054869 | Babia Góra  | część wsi |
| 0054875 | Sośni       | część wsi |
| 0054881 | Studzieniec | część wsi |

## Historia
W przeprowadzonych w latach 90. XX wieku powierzchniowych badaniach na obszarze miejscowości odkryto ślady kilkuhektarowego osiedla wyżynnego z okresu lateńskiego, w którym wytapiano również żelazo. Brak jednak przeprowadzonych badań wykopaliskowych nie pozwala na przypisanie ich konkretnym kulturom.
Miejscowość po raz pierwszym wzmiankowana została około 1305 roku jako Lazy, aczkolwiek prawdopodobnie jest to wieś o dużo starszym rodowodzie i istniała już w czasach funkcjonowania kasztelanii cieszyńskiej, na prawie polskim. Następnie znajdowała się w granicach utworzonego w 1290 Księstwa Cieszyńskiego, a w latach 1573/1577-1594 w granicach wydzielonego z niego skoczowsko-strumieńskiego państwa stanowego.
Pierwsze wzmianki na temat demografii pochodzą ze sprawozdania Reginalda Kneifela, który zebrał informację na temat każdej z miejscowości Śląska Cieszyńskiego. Według tych danych z końca XVIII wieku miejscowość zamieszkiwały 184 osoby.
Według danych ze Schematyzmu parafii w Grodźcu z 1847 roku, wieś liczyła 231 osób, z tego 193 było katolikami, a 38 ewangelikami.
Według austriackiego spisu ludności z 1900 w 39 budynkach w Łazach na obszarze 349 hektarów mieszkało 240 osób, co dawało gęstość zaludnienia równą 68,8 os./km². z tego 199 (82,9%) mieszkańców było katolikami a 41 (17,1%) ewangelikami, 239 (99,6%) było polskojęzycznymi a 1 niemieckojęzyczna. Do 1910 roku liczba mieszkańców zwiększyła się o 4 osoby.
W miejscowości urodził się Alojzy Targ.
W latach 1975–1998 miejscowość należała administracyjnie do województwa bielskiego.

## Religia
Na terenie wsi działalność duszpasterską prowadzi Kościół Rzymskokatolicki, filiał parafii św. Wawrzyńca diakona w Bielowicku. Budynek kościoła filialnego powstawał z przerwami w latach 1938-1971.